# Monts Héréens
Les monts Héréens (Monti Erei en italien), les monts d’Héra, constituent un groupe montagneux situé dans le centre de la Sicile, principalement dans les parties centrale et septentrionale de la province d'Enna.
Ils sont calcaires et n’atteignent pas des altitudes particulièrement élevées. La zone était autrefois l’une des plus importantes du monde pour ce qui est de l’extraction du soufre, dont témoignent aujourd’hui les intéressants parcs miniers éparpillés sur le territoire, parmi lesquels le plus grand, le parc minier de Floristella et Grottacalda.
Le groupe montagneux est constellé de parcs, dont le lac de Pergusa, première réserve naturelle spéciale mise en place en Sicile qui abrite une faune aviaire très riche et le lac Pozzillo, le bassin artificiel le plus étendu de l’île. Il abrite aussi plusieurs réserves naturelles.
À cause du relief accidenté, la population et la densité de peuplement sont toutes deux réduites ; moins de 200 000 habitants y vivent. À l’intérieur de la zone, cependant, se trouve la plus grande ville italienne à plus de 900 m d’altitude et le chef-lieu de province le plus haut d’Europe, Enna, où se concentre près d'un sixième de la population de la zone des monts Héréens.
Le groupe montagneux est traversé par une autoroute, l'A19 qui relie Palerme et Catane, et par une voie ferrée qui suit le même parcours. La majeure partie des autres routes qui traversent la région sont très sinueuses et géologiquement instables.
Le patrimoine naturel des monts Héréens est l'un des mieux préservés et l'un des plus riches de l’île. Les attractions de la zone sont les villes d'Enna, Piazza Armerina et Nicosia ; les zones archéologiques de la citadelle indigène hellénisée de Morgantina avec l’agora et le théâtre grec, la villa du Casale, patrimoine de l’humanité UNESCO pour ses inestimables mosaïques romaines, la zone archéologique romaine de Centuripe avec le prestigieux musée archéologique.